# Glossotrophia aetnaea
Glossotrophia aetnaea là một loài bướm đêm trong họ Geometridae.